# Pieve Santo Stefano
Pieve Santo Stefano is een gemeente in de Italiaanse provincie Arezzo (regio Toscane) en telt 3299 inwoners (31-12-2004). De oppervlakte bedraagt 155,7 km², de bevolkingsdichtheid is 21 inwoners per km².

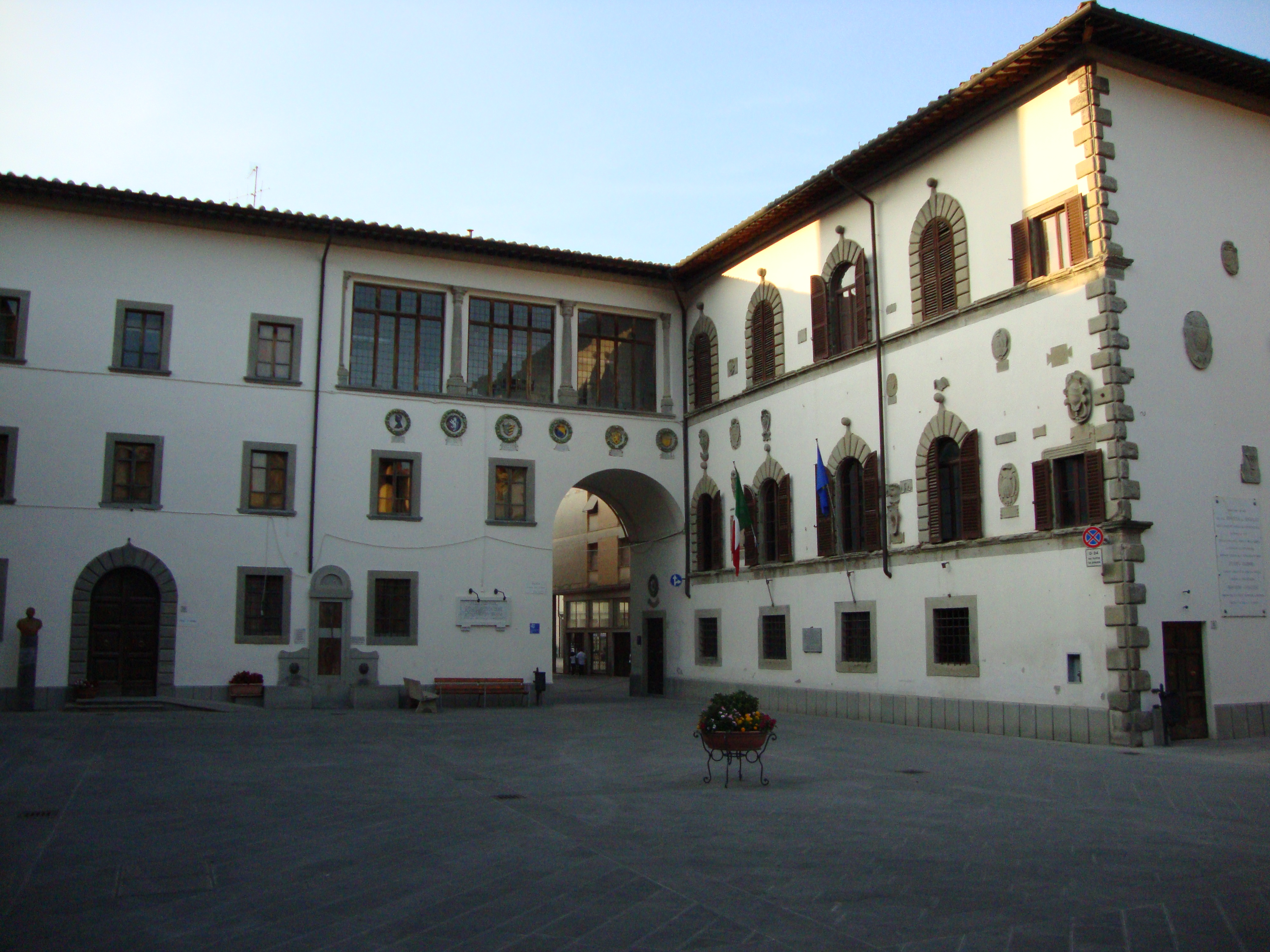
Gemeentehuis
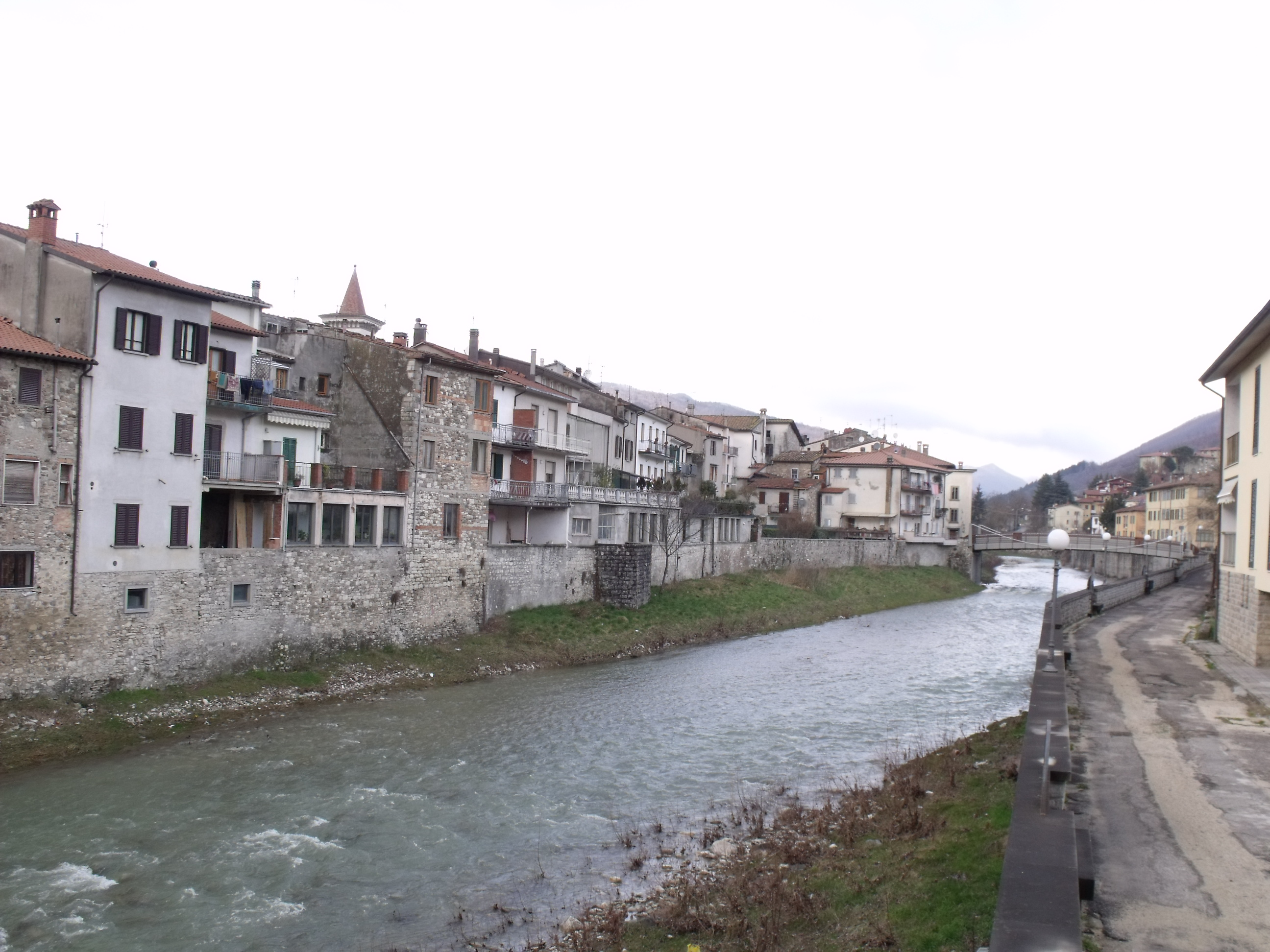
De Tiber door Pieve Santo Stefano
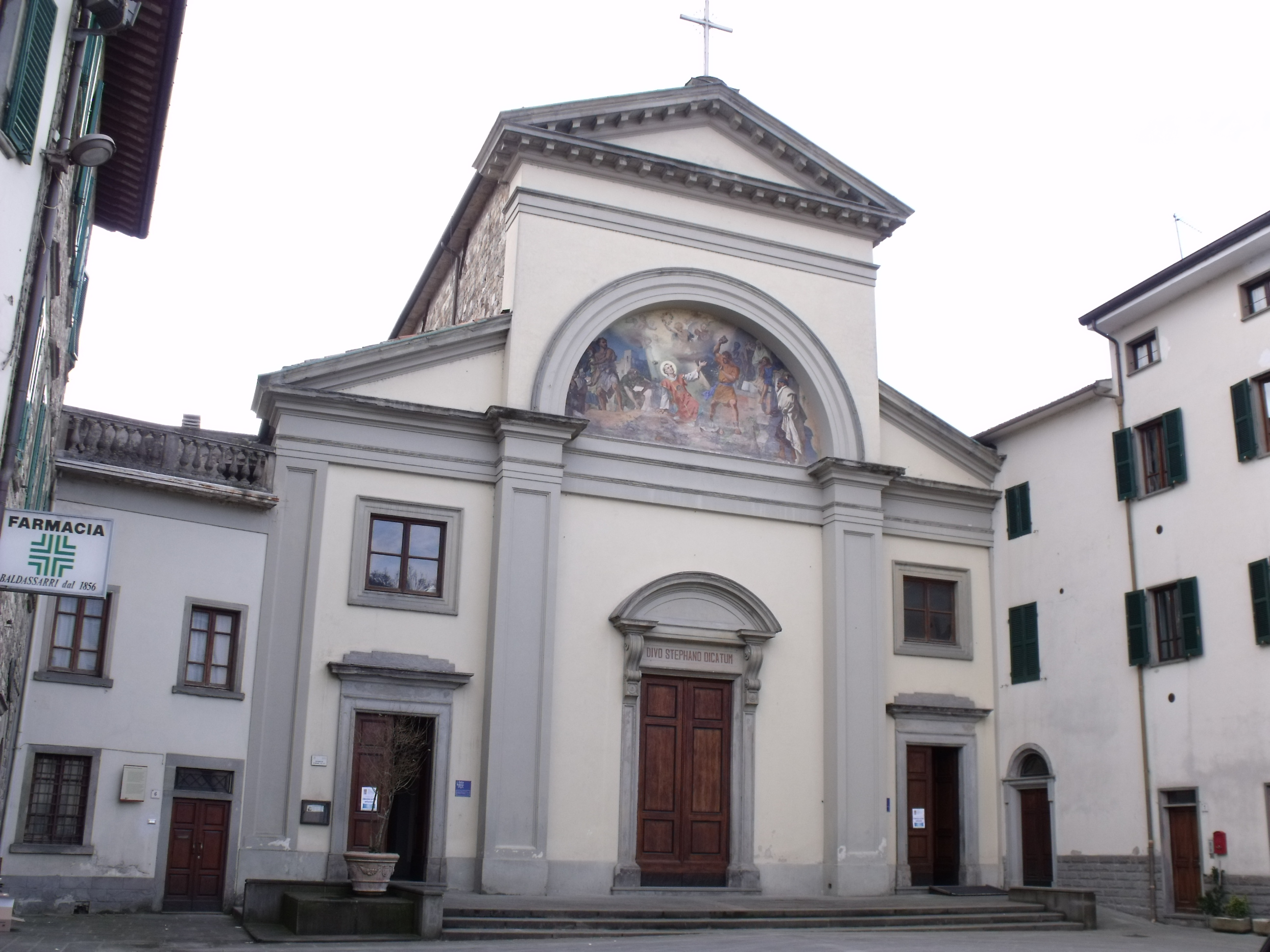
Kerk in Stanto Stefano

## Demografie
Pieve Santo Stefano telt ongeveer 1338 huishoudens. Het aantal inwoners daalde in de periode 1991-2001 met 0,7% volgens cijfers uit de tienjaarlijkse volkstellingen van ISTAT.
| Jaar | Inwoneraantal |
| ---- | ------------- |
| 1991 | 3338          |
| 2001 | 3316          |

## Geografie
De gemeente ligt op ongeveer 431 m boven zeeniveau.
Pieve Santo Stefano grenst aan de volgende gemeenten: Anghiari, Badia Tedalda, Caprese Michelangelo, Chiusi della Verna, Sansepolcro, Verghereto (FC).

## Geboren
- Amintore Fanfani (1908-1999), politicus, onder meer premier en minister van Buitenlandse Zaken
- Umberto Betti (1922-2009), geestelijke, onder meer kardinaal